# (438) Зеуксо
(438) Зеуксо (др.-греч. Ζευξώ) — астероид главного пояса, который принадлежит к спектральному классу F. Он был открыт 8 ноября 1898 года французским астрономом Огюстом Шарлуа в обсерватории Ниццы и назван в честь океаниды Зеуксо Зеуксо, упоминание которой встречается у Гесиода.

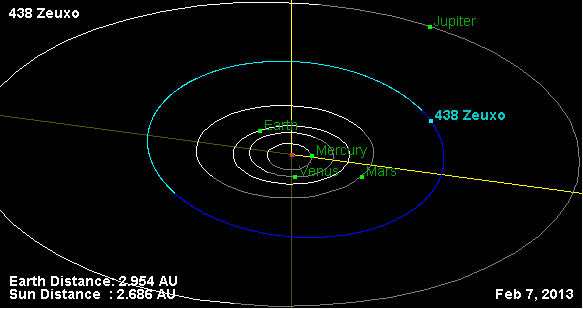
Орбита астероида Зеуксо и его положение в Солнечной системе